# Goldhawk Road (London Underground)

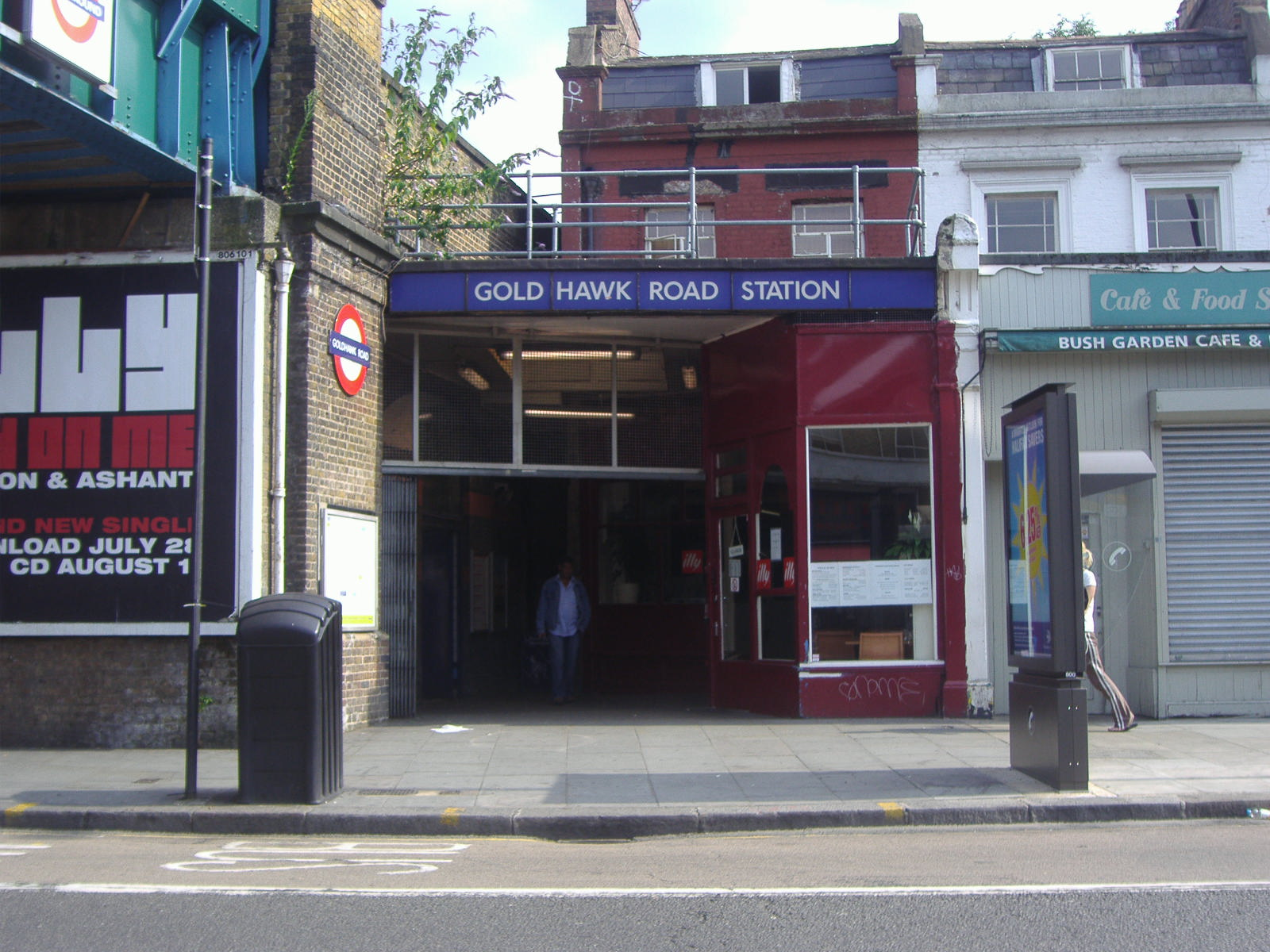
Stationsgebäude

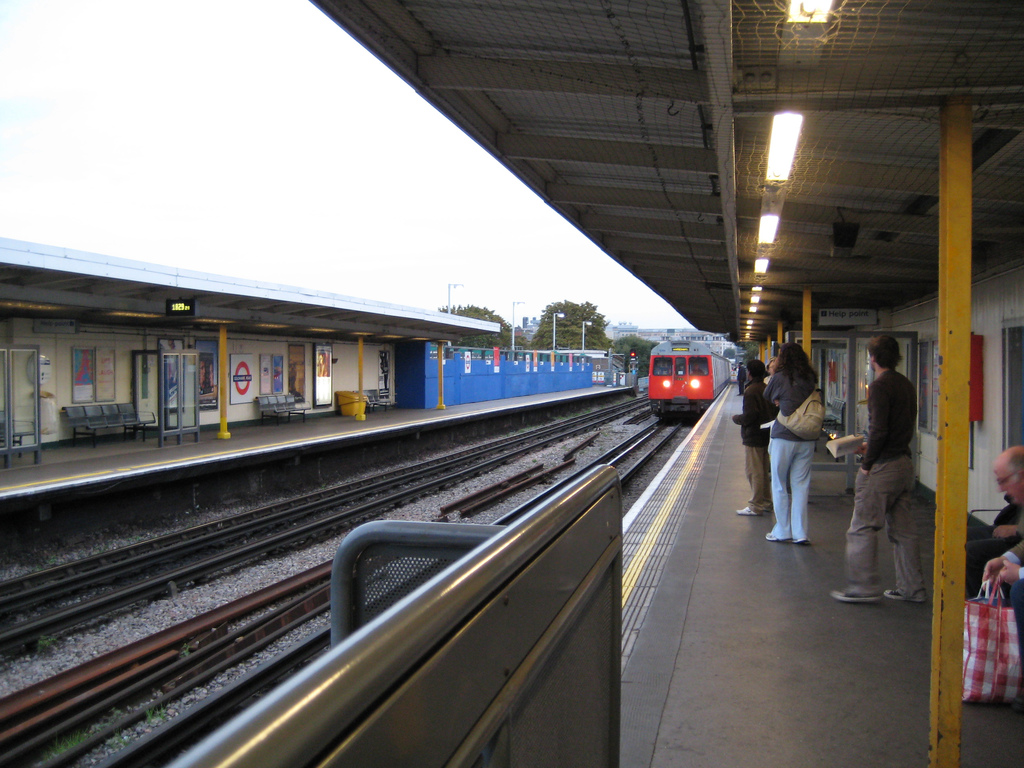
Blick auf die Bahnsteige

Goldhawk Road ist eine oberirdische Station der London Underground im Stadtbezirk London Borough of Hammersmith and Fulham. Sie liegt in der Travelcard-Tarifzone 2, an der gleichnamigen Straße im Stadtteil Shepherd’s Bush. Im Jahr 2014 nutzten 2,10 Millionen Fahrgäste diese von Zügen der Hammersmith & City Line und der Circle Line bediente Station.
Die Eröffnung der Station erfolgte am 1. April 1914 durch die Metropolitan Railway (Vorgängergesellschaft der Metropolitan Line). Der Grund für den Bau war die gleichzeitige Verlegung der Station Shepherd’s Bush um etwa dreihundert Meter nach Norden. Die Strecke war jedoch bereits 1864 durch die Hammersmith & City Railway eröffnet worden, die anfänglich der Great Western Railway gehörte und drei Jahre später in den Besitz der Metropolitan Railway überging. 1990 erfolgte die betriebliche Verselbständigung des Hammersmith-Zweigs der Metropolitan Line unter dem Namen Hammersmith & City Line. Seit dem 13. Dezember 2009 halten hier auch Züge der Circle Line.